# Schloss Neercanne

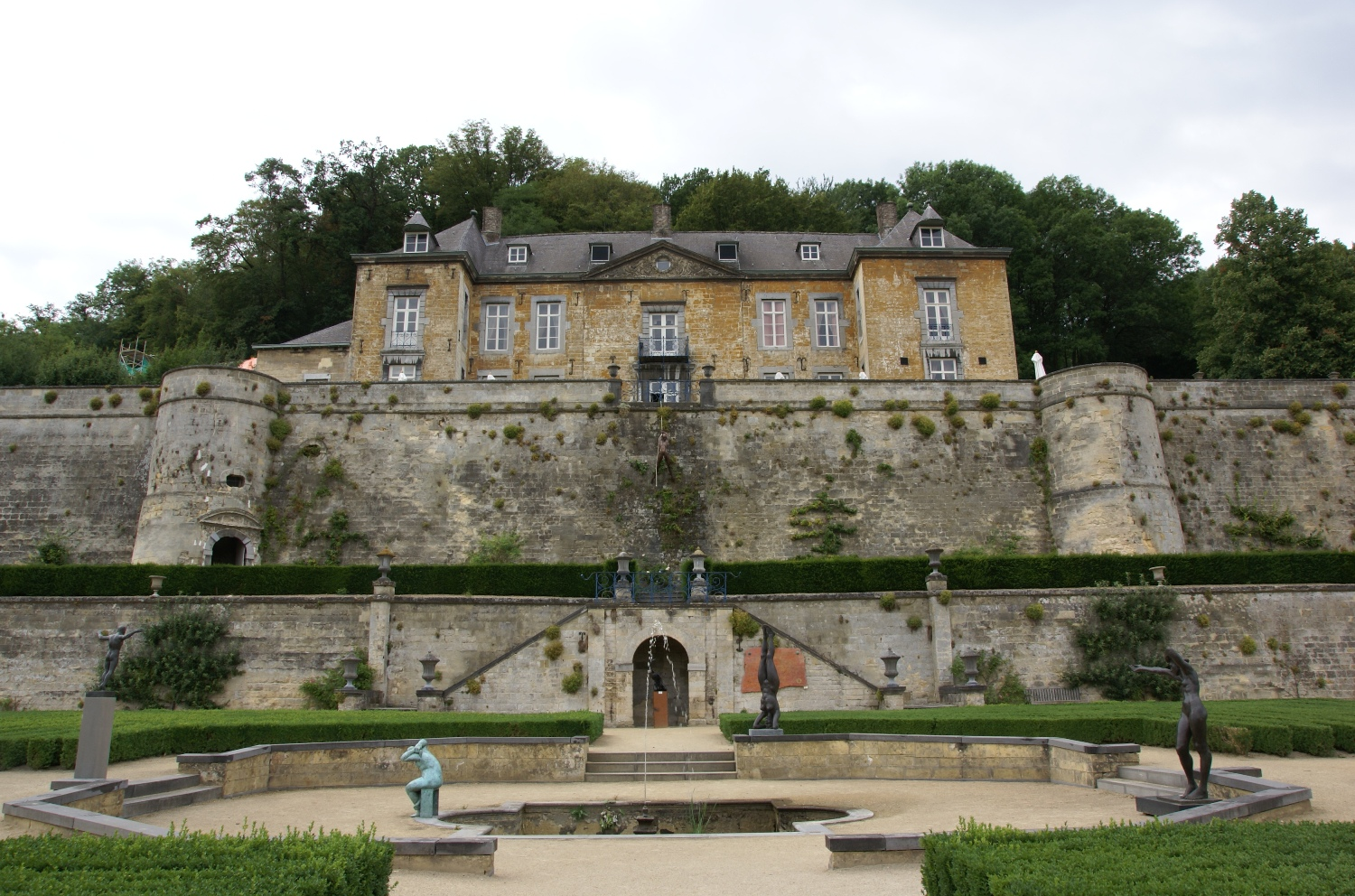
Schloss Neercanne

Schloss Neercanne (niederländisch Kasteel Neercanne, französisch Château Neercanne; früher Kasteel Agimont genannt) liegt in der niederländischen Stadt Maastricht in unmittelbarer Nähe der belgisch-niederländischen Grenze.

## Geschichte
Baron Daniël Wolf van Dopff, damals Militärgouverneur von Maastricht, ließ ab 1698 das Schloss erbauen. Er benutzte das Schloss als Landgut und Gästehaus und hatte dort seine Empfänge und Feste. Einer der bekanntesten Besucher war 1717 Zar Peter der Große. Daniël Wolf van Dopff starb 1718.
1747 wurde Neercanne als Residenz von „Prins Karel van Waldeck“, Oberbefehlshaber der holländischen Truppenopper, benutzt. Ein Jahrhundert später ging das Schloss über in die Hände von Baron de Cler. Danach wurde Ignatius de Thier Besitzer des Anwesens. Während der endgültigen Festlegung der Grenzen zwischen den Niederlanden und Belgien im Jahre 1839 sorgte Ignatius de Thier für den Verbleib des Château Neercanne auf niederländischem Territorium.
Die Urenkelin von Baron de Thier, Louise Euphrasine Maria Poswick, war die letzte adelige Bewohnerin von Château Neercanne. 1947 verkaufte sie das Schloss der „Stichting Limburgs Landschap“ (Stiftung Limburger Landschaft). Das Schloss war damals in einem außerordentlich schlechtem Zustand.
Das einzige Terrassenschloss der Niederlande wurde restauriert und ab 1955 von der Brand-Bierbrauerei (Wijlre) gemietet. Sie gründete dort ein Restaurant. 1984 übernahm Camille Oostwegel den Betrieb von Château Neercanne. Seitdem sind drei der vier Schlossterrassen wiederhergestellt. Am 9. Dezember 1991 folgten die Regierungschefs der Mitgliedsländer der Europäischen Union einer Einladung von Königin Beatrix der Niederlande zu einem Empfang auf Schloss Neercanne.